# ふじようちえん
座標: 北緯35度43分19.4秒 東経139度23分24.5秒 / 北緯35.722056度 東経139.390139度
ふじようちえんは、東京都立川市上砂町にある私立幼稚園。学校法人地球のひろば藤幼稚園が運営する。

## 概要
1971年設立。モンテッソーリ教育を採用している。園児は約560人で、日本で3番目の規模である。

## 建築
2007年3月に竣工した新園舎は、佐藤可士和をディレクターとし、建築家手塚貴晴・手塚由比（手塚建築研究所）により設計された。
従来の園舎が老朽化したため建て替えたもので、平面は外周約183m、内周約108mのほぼ楕円形をしている。以前からあった3本のケヤキの大木を屋根を貫通させて残しており、ウッドデッキにされた楕円のドーナツ状の屋根は園児の遊び場になっている。
日本建築学会賞（作品賞）をはじめ、建築及びデザイン関連の賞を数多く受賞している。

### 建築概要
- 所在地 - 東京都立川市上砂町2-7-1
- 設計 - 手塚建築研究所
- 施工 - 竹中工務店
- 構造 - S造
- 階数 - 地上1階
- 延床面積 - 1,304m2

### 受賞
- グッドデザイン賞2007年度インタラクションデザイン賞[4]
- 2008年日本建築学会賞（作品賞）[5]
- 第1回キッズデザイン金賞（経済産業大臣賞）感性創造デザイン賞[6]
- 2007アジアデザイン大賞[7]
- 2008日本建築家協会賞[8]
- OECD効果的学習施設好事例集・最優秀賞[9]